# فرانکلینیت
فرانکلینیت (به انگلیسی: Franklinite) با فرمول شیمیایی (ZnMnFe2+)(Fe3+Mn3+)2O4 از مجموعه کانی هاست و اغلب دارای خاصیت مغناطیسی ضعیف است- ذوب نمی‌شود DDD خاصیت مغناطیسی به خود می‌گیرد. -کانیهای مشابه آن مگنتیت و کرومیت است. از محل Franklin در نیوجرسی آمریکا گرفته شده‌است. محلول در HCl - ذوب نمی‌شود. متغیر دارای انکلوزیون‌های Mn برای اولین بار در آمریکا (فرانکلین) کشف شد و از نظر شکل بلور: اکتائدر، رنگ: سیاه - خرده‌های نازک آن نیمه شفاف و به رنگ قرمز تیره‌است. شفافیت: کدر (اپاک)، شکستگی: صدفی، جلا: فلزی - نیمه فلزی، رخ: نا کامل- مطابق با، سیستم تبلور: مکعبی و در رده‌بندی اکسید است
همایند کانی‌شناسی (پارانژ) آن مگنتیت - کرومیت- کلسیت- زنسیت- ویلمیت- رودونیت است
، از نظر ژیزمان بلوری - آگرگات دانه‌ای - توده‌ای کمیاب است و بیشتر در آمریکا، روسیه (اورال) یافت می‌شود.